# Rat (Amtsbezeichnung)
Rat ist in Deutschland eine Amtsbezeichnung eines Beamten in der Laufbahngruppe des höheren Dienstes in der Bundes- oder Landesverwaltung im Eingangsamt. Die Grundamtsbezeichnung Rat darf nur mit einem Zusatz verliehen werden. Häufigster Zusatz ist Regierungs-; die entsprechende Amtsbezeichnung lautet dementsprechend Regierungsrat und wird grundsätzlich in der Laufbahn des höheren nichttechnischen Verwaltungsdienstes geführt.

## Besoldung
Das Amt mit der Grundamtsbezeichnung Rat ist in Besoldungsgruppe A 13 der Bundesbesoldungsordnung des Bundesbesoldungsgesetzes eingruppiert. Das Gleiche gilt für die Eingruppierung in die Besoldungsordnungen der Landesbesoldungsgesetze. Das Amt entspricht von der Besoldungshöhe und Laufbahngruppe den Dienstgraden eines Majors, Korvettenkapitäns, Stabsarztes, -apothekers und -veterinärs der Bundeswehr.

## Ausbildung
Die Angehörigen des höheren nichttechnischen Verwaltungsdienstes besitzen oft die Befähigung zum Richteramt oder haben ein anderes für diese Laufbahn befähigendes Studium in Verbindung mit einer hauptberuflichen Tätigkeit einen entsprechenden fachspezifischen Vorbereitungsdienst (Referendariat) absolviert oder erfolgreich an einem Aufstiegsverfahren teilgenommen.

## Zusätze und Entsprechungen
Die Amtsbezeichnung Regierungsrat ist die häufigste in der Laufbahn des höheren nichttechnischen Verwaltungsdienstes des Bundes. Weitere in dieser Laufbahn verwendete Amtsbezeichnungen sind Archivrat und Bibliotheksrat. Vergleichbare Beamte führen im höheren auswärtigen Dienst die Amtsbezeichnungen Legationsrat oder Konsul (§ 1 Abs. 2 LAP-hADV 2004), im höheren Bankdienst bei der Deutschen Bundesbank die Amtsbezeichnung Bundesbankrat (Anlage 1 (zu § 2 Abs. 2) BBankLV), im höheren Polizeivollzugsdienst die Amtsbezeichnung Polizeirat (Anlage 1 (zu § 3 Abs. 2) BPolLV), bei Verwendung in der Polizei beim Deutschen Bundestag Polizeirat beim Deutschen Bundestag (Anlage (zu § 3) PolBTLV) und im höheren kriminalpolizeilichen Vollzugsdienst die Amtsbezeichnung Kriminalrat (Anlage (zu § 3 Abs. 2) KrimLV). Bei der Bundesagentur für Arbeit führen Beamte im Eingangsamt des höheren Dienstes die Amtsbezeichnung Regierungsrat bei der Bundesagentur für Arbeit.
Im höheren technischen Verwaltungsdienst lautet die Amtsbezeichnung Technischer Regierungsrat, bei der Bundesagentur für Arbeit Technischer Rat bei der Bundesagentur für Arbeit. Daneben besteht in dieser Laufbahn auch die Amtsbezeichnung Brandrat für Beamte mit feuerwehrtechnischer Fachrichtung.
Im höheren ärztlichen und gesundheitswissenschaftlichen Dienst ist die regelmäßige Grundamtsbezeichnung mit Zusatz Medizinalrat. Bei einer Verwendung im ärztlichen Dienst der Bundespolizei lautet sie Medizinalrat in der Bundespolizei und bei der Bundesagentur für Arbeit Medizinalrat bei der Bundesagentur für Arbeit, im agrar-, forst- und ernährungswissenschaftlichen sowie tierärztlichen Dienst, sofern forstwissenschaftliche Aufgaben wahrgenommen werden, Forstrat und im kunstwissenschaftlichen Dienst Kustos.
An wissenschaftlichen Einrichtungen ist der Grundamtsbezeichnung regelmäßig ein Zusatz voranstellt: Akademischer Rat und Wissenschaftlicher Rat.
In den auslaufenden Laufbahnen der Beamten bei den Postnachfolgeunternehmen und bei den Beamten des Bundeseisenbahnvermögens, die zur Wahrnehmung einer Tätigkeit bei der Deutschen Bahn beurlaubt oder zugewiesen sind, haben die Eingangsämter des höheren Dienstes die Amtsbezeichnungen Bundesbahnrat und Postrat.
Mit der Übernahme der Bundesfernstraßenverwaltung durch den Bund und der bisher mit dieser Aufgabe betrauten Landesbeamten technischer und nichttechnischer Laufbahnen wurde der neue Zusatz zur Grundamtsbezeichnung Bundesfernstraßen- eingeführt. Die Amtsbezeichnungen lauten entsprechend Bundesfernstraßenrat oder Technischer Bundesfernstraßenrat.
In den Verwaltungen der Kommunen und anderer Körperschaften lautet die Amtsbezeichnung regelmäßig Verwaltungsrat. Die Amtsbezeichnung Stadtrat könnte mit dem in einen Stadtrat gewählten Ratsherrn verwechselt werden. Im Schuldienst lautet die vergleichbare Amtsbezeichnung  Studienrat.

## Dienststellung in einer Behörde
Räte sind in großen Behörden zumeist als Referenten einem Referatsleiter unterstellt. In kleineren Dienststellen können sie auch die Funktion eines Referats-, Sachgebiets- oder Abteilungsleiters innehaben.

## Beförderungsämter
Die Grundamtsbezeichnungen der Beförderungsämter sind Oberrat, Direktor und Leitender Direktor bzw. Ministerialrat sowie Ämter in der Besoldungsordnung B (z. B. Ministerialrat, Ministerialdirigent, Ministerialdirektor, Präsident einer Behörde).